# Colchicum troodi
Colchicum troodi là một loài thực vật có hoa trong họ Colchicaceae. Loài này được Kotschy miêu tả khoa học đầu tiên năm 1865.